# Château de Franquetot
Le château de Franquetot est une demeure, des XVIIe et XVIIIe siècles, qui se dresse sur le territoire de l'ancienne commune française de Coigny, dans le département de la Manche, en région Normandie. L'édifice est partiellement inscrit au titre des monuments historiques.

## Localisation
Le château de Franquetot est situé, à proximité de la route de Carentan à Carteret, à 1 kilomètre au nord-ouest de l'église Saint-Pierre de Coigny, au sein de la commune nouvelle de Montsenelle, dans le département français de la Manche.

## Historique
Le fief de Franquetot est acheté, en 1528, par Jean Guillotte, un tabellion de Vindefontaine. À cette date un précédent château pouvant remonter au XIVe siècle est cité comme ruiné.
Le château actuel est bâti par la famille Guillotte, qui avait été anoblie par le roi de France Henri II.
Le fief de Franquetot fut cédé par François d'Orglandes, baron de Prétot, à sa sœur Laurence d’Orglandes à la suite de son mariage, avant 1564, avec Robert Guillotte. 
Sous le règne d'Henri IV, le fils de Robert, issu de son premier mariage avec Marie d'Auxais, Louis Guillotte, époux de Dianne de Montmorency, prit le nom de Franquetot en 1603, sans posséder le fief de Franquetot appartenant à la branche de Thomas. À partir de 1634, Madeleine Lalande-Patry, comtesse de Coigny, épouse de Jean-Antoine de Franquetot, lui même petit-fil de Thomas Guillotte, entreprend la rénovation de l’ancien château et le dessin du parc. Son fils, Robert Jean Antoine de Franquetot hérite du comté de Coigny et épouse Marie-Françoise Goyon de Matignon.
Le plus célèbre représentant de cette famille est François de Coigny (1670-1759), maréchal de France, puis premier duc de Coigny et pair, qui transforma et acheva la demeure commencée au début du XVIIe siècle, entre 1733 et 1737, sur les plans de l'architecte caennais Bayeux.  Le comté de Coigny fut érigé en duché en février 1747 par Louis XV. Son fils, Jean-Antoine-François de Franquetot de Coigny (1702-1748), marquis de Coigny, général des armées du roi, sera tué en duel par le prince de Dombes, Louis-Auguste de Bourbon.
François Henri de Franquetot de Coigny (1737-1821), petit-fils de François de Coigny, duc de Coigny, recevra également le bâton de maréchal, pour sa bravoure sur le champ de bataille, lors de la guerre de Hanovre.
La famille de Coigny, après avoir rallié Napoléon Ier, conservera le château de Franquetot jusqu'au début du XXe siècle. Vendu et laissé à l'abandon, le château dans lequel s'installera l'état-major sera restauré après la Seconde Guerre mondiale, par Madame de Castéja qui l'avais acquis en 1928.

## Description
Le château de Franquetot se présente sous la forme d'un bâtiment, avec deux ailes en retour d'équerre, celle de gauche étant la plus ancienne, dont les façades sont enduites, haut d'un étage sur rez-de-chaussée surmonté de combles s'éclairant par des lucarnes. La porte d'honneur s'ouvre dans un avant-corps central à pilastres en légère saillie, avec à l'étage un balcon en fer forgé, que soutiennent des colonnes doriques, le tout surmonté d'un fronton ou sont sculptées les armes des de Coigny, comportant deux canons croisés, emblème du maréchalat, entouré des divers drapeaux pris à l'ennemi, le tout surmonté d'une couronne.
Les bâtiments érigés de 1735 à 1739, l'ont été sur des parties plus anciennes, comme au sous-sol, les caves voutées, datées du XIIIe siècle ou l'aile gauche Renaissance. Le corps principal est de style typiquement Louis XV, alors que l'aile droite, imite fidèlement l'ordonnance du vieux logis Renaissance conservé dans l'aile gauche.

## Protection
Les façades et toitures du château et de ses anciennes écuries sont inscrites au titre des monuments historiques par arrêté du 16 juillet 1968.

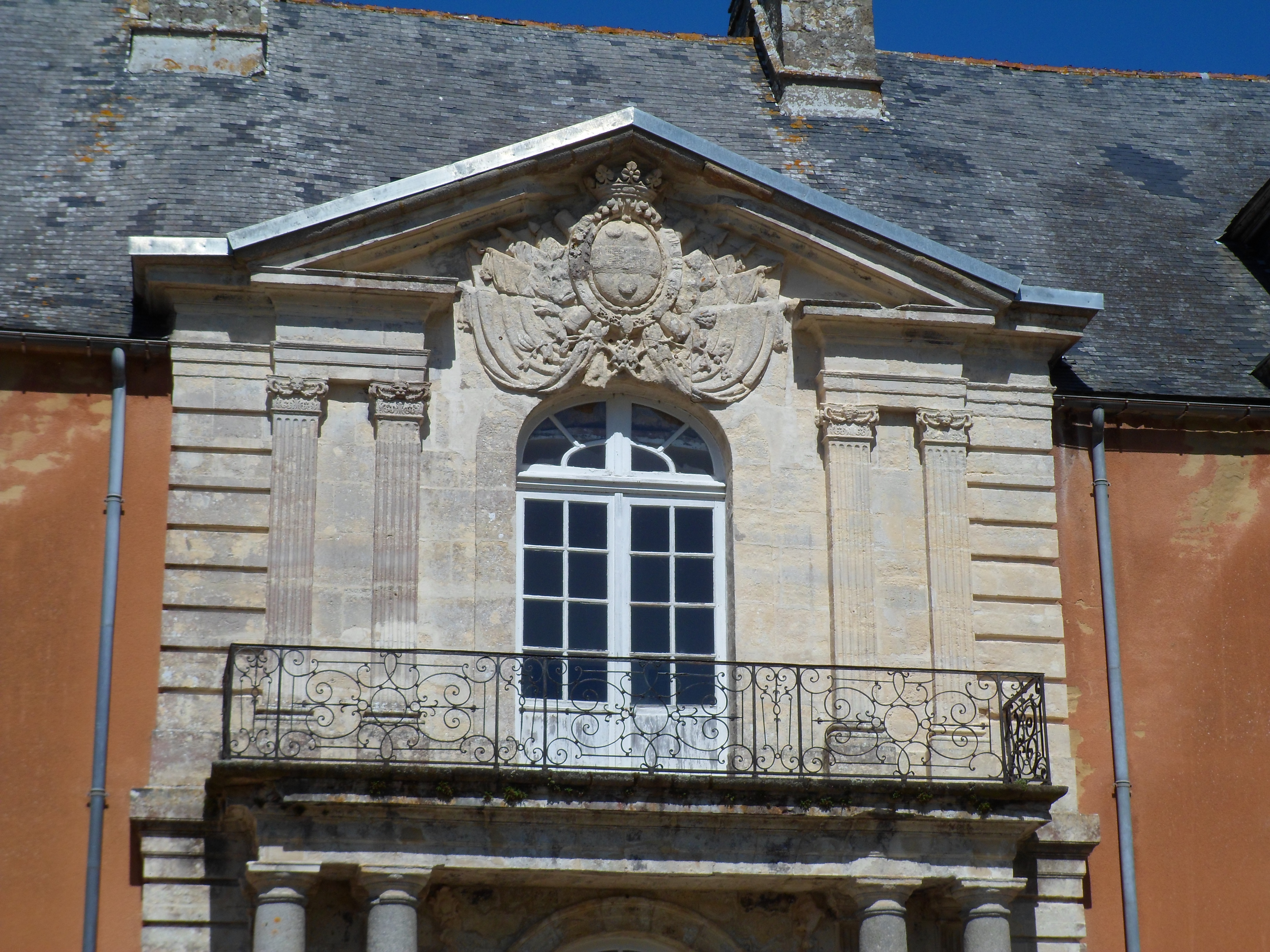
Le fronton.
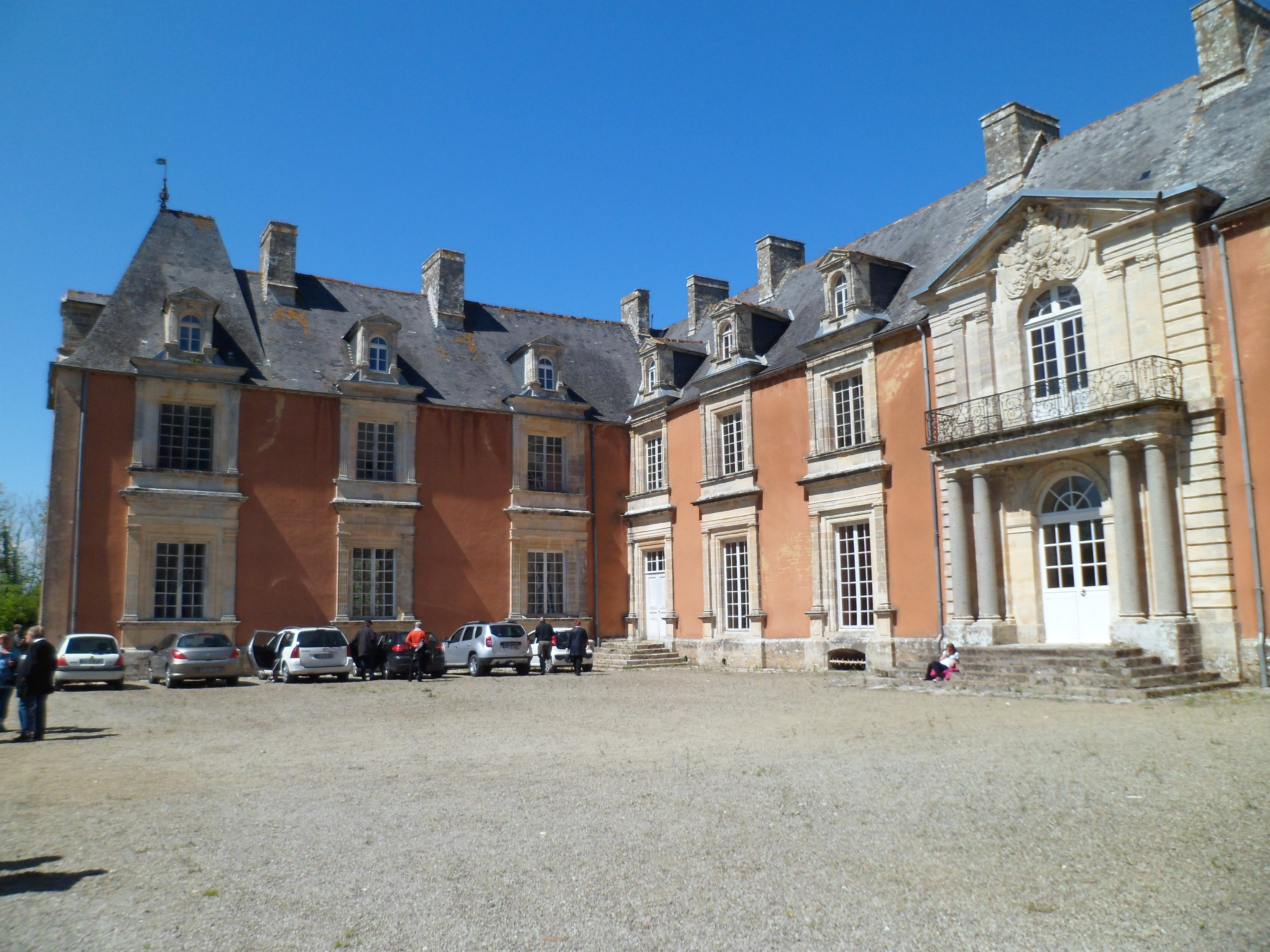
Les façades de la cour d'honneur.
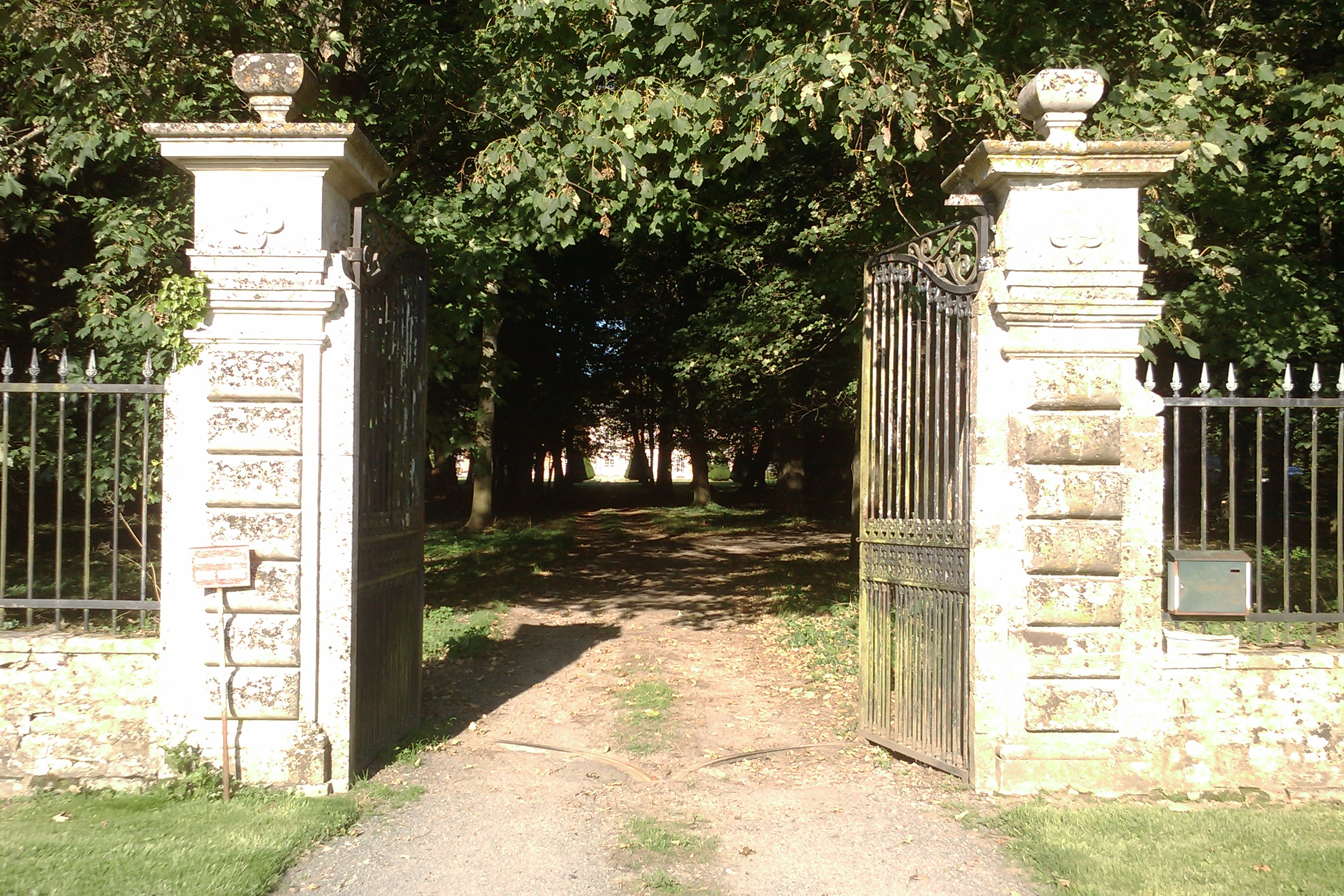
Le portail.